# KSV Geraardsbergen
Maillots
Le Koninklijke Sport Vereninging Geraardsbergen est un club de football belge localisé dans la commune de Grammont. Fondlé en 1921, ce club porte le matricule 290 et ses couleurs sont le jaune et le rouge. Le club actuel est issu d'une fusion survenue en 1981 entre le KSK Geraardsbergen et le VC Geraardsbergen. Au cours de son histoire, il a disputé 20 saisons en séries nationales, dont 7 au troisième niveau. Il évolue en troisième provinciale lors de la saison 2017-2018
KSV Geraardsbergen annonce que c'est la dernière année 2024-2025 qu'il porte le nom KSV Geraardsbergen 
En 2025-2026 KSV Geraardsbergen va s'appeler KSK United Geraardsbergen 
Et aussi trois équipes ce soir assemblées sur Molendreef 

## Histoire
Le Sportkring Geeraardsbergen est fondé dans le courant de l'année 1921. Le 21 décembre, il s'affilie à l'URBSFA, et débute un peu moins d'un an plus tard dans les championnats régionaux. En décembre 1926, le club reçoit le matricule 290. Le club atteint pour la première fois la Promotion, alors troisième et dernier niveau national, en 1937. Cette expérience ne dure qu'une saison, le club étant relégué après avoir terminé avant-dernier dans sa série.
Le SK Geeraardsbergen revient en nationales en 1943. Au terme de la saison de son retour, il finit à la sixième place, ce qui constitue son meilleur classement historique. Les compétitions sont ensuite interrompues à cause de la reprise des combats de la Seconde Guerre mondiale. Elles reprennent en 1945. Le club parvient à se maintenir en nationales jusqu'en 1948, quand une dernière place dans sa série le condamne à un retour vers les séries provinciales. Il monte pour la troisième en Promotion en 1950. Il est reconnu « Société Royale » la même année et prend le nom de Koninklijke Sportkring Geeraardsbergen le 17 novembre 1950. Il termine les deux saisons qui suivent à la neuvième place.
En 1952 a lieu une grande réforme des séries nationales avec la création d'un quatrième niveau, qui prend le nom de Promotion, et la réduction de moitié des séries aux deuxième et troisième niveaux. Malgré sa neuvième place, le club se voit relégué vers cette nouvelle Promotion. Il s'y maintient assez facilement durant trois ans mais ne peut éviter la relégation en 1956. Après six saisons consécutives dans les divisions nationales, le club chute à nouveau vers les séries provinciales.
Le club met trois ans pour revenir en Promotion. Il s'installe ensuite dans le milieu du classement, où il termine durant six saisons, sans obtenir mieux qu'une cinquième place. En 1966, il finit dernier de sa série et doit redescendre vers la première provinciale qu'il avait quittée sept ans plus tôt. Le nom du club est changé pour suivre l'évolution dans l'orthographe du nom de la ville de Grammont en néerlandais, passant de Geeraardsbergen à Geraardsbergen. Le club remonte encore en Promotion en 1979 mais ce nouveau séjour est de courte durée. Il termine juste au-dessus de la zone de relégation en 1980 mais ne peut l'éviter l'année suivante.
Le 1er juillet 1981, une fusion est conclue avec le Voetbal Club Geraardsbergen, porteur du matricule 7350. Le nouveau club est baptisé Koninklijke Sport Vereninging Geraardsbergen et conserve le matricule 290 du SK, le 7350 du VC étant radié par la Fédération. Cette fusion n'apporte pas le succès escompté, le club n'étant pas encore parvenu à remonter en Promotion depuis lors. À l'occasion de la saison 2012-2013, le KSV Geraardsbergen évolue en première provinciale.
En 2010, plusieurs membres du club, en désaccord avec la ligne de conduite de celui-ci, démissionnent et rejoignent le Voetbal Klub Onkerzele, porteur du matricule 8349. Ce dernier prend alors le nom de Jong Geraardsbergen. Malgré ces défections, le club peut poursuivre ses activités et remonte même parmi l'élite provinciale un an plus tard. Hélas, la saison 2012-2013 catastrophique des clubs de la province en Promotion, dont quatre sont relégués, provoque la descente en « P2 » de six équipes de première provinciale dont Geraardsbergen.

## Saisons en séries nationales
Statistiques mises à jour le 24 juin 2013

### Bilan
| Niv | Divisions     | Jouées | Titres | TM Up | TM Down |
| --- | ------------- | ------ | ------ | ----- | ------- |
| I   | 1re nationale | 0      | 0      |       |         |
| II  | 2e nationale  | 0      | 0      |       |         |
| III | 3e nationale  | 7      | 0      |       |         |
| IV  | 4e nationale  | 13     | 0      |       |         |
| V   | 5e nationale  | 0      | 0      |       |         |
|     |               |        |        |       |         |
|     | TOTAUX        | 20     | 0      | 0     | 0       |

- TM Up : test-match pour départager des égalités, ou toutes formes de Barrages ou de Tour final pour une montée éventuelle.
- TM Down : test-match pour départager des égalités, ou toutes formes de Barrages ou de Tour final pour le maintien.

### Saisons
| Ordre               | Saison  | Nom du club               | Niveau                    | Classement final          | Remarques                 |
| ------------------- | ------- | ------------------------- | ------------------------- | ------------------------- | ------------------------- |
| 1                   | 1937-38 | SK Geeraardsbergen        | Promotion (D3) série D    | 13e/14                    | Relégué!                  |
| séries provinciales |         |                           |                           |                           |                           |
| 2                   | 1943-44 | SK Geeraardsbergen        | Promotion (D3) série A    | 6e/14                     |                           |
| X                   | 1944-45 | Compétitions interrompues | Compétitions interrompues | Compétitions interrompues | Compétitions interrompues |
| 3                   | 1945-46 | SK Geeraardsbergen        | Promotion (D3) série C    | 11e/18                    |                           |
| 4                   | 1946-47 | SK Geeraardsbergen        | Promotion (D3) série B    | 9e/18                     |                           |
| 5                   | 1947-48 | SK Geeraardsbergen        | Promotion (D3) série A    | 16e/16                    | Relégué!                  |
| séries provinciales |         |                           |                           |                           |                           |
| 6                   | 1950-51 | SK Geeraardsbergen        | Promotion (D3) série D    | 9e/16                     |                           |
| 7                   | 1951-52 | SK Geeraardsbergen        | Promotion (D3) série B    | 9e/16                     | Relégué!                  |
| 8                   | 1952-53 | K. SK Geeraardsbergen     | Promotion série A         | 9e/16                     |                           |
| 9                   | 1953-54 | K. SK Geeraardsbergen     | Promotion série D         | 10e/16                    |                           |
| 10                  | 1954-55 | K. SK Geeraardsbergen     | Promotion série C         | 4e/16                     |                           |
| 11                  | 1955-56 | K. SK Geeraardsbergen     | Promotion série A         | 15e/16                    | Relégué!                  |
| séries provinciales |         |                           |                           |                           |                           |
| 12                  | 1959-60 | K. SK Geeraardsbergen     | Promotion série D         | 11e/16                    |                           |
| 13                  | 1960-61 | K. SK Geeraardsbergen     | Promotion série D         | 5e/16                     |                           |
| 14                  | 1961-62 | K. SK Geeraardsbergen     | Promotion série A         | 5e/16                     |                           |
| 15                  | 1962-63 | K. SK Geeraardsbergen     | Promotion série D         | 7e/16                     |                           |
| 16                  | 1963-64 | K. SK Geeraardsbergen     | Promotion série B         | 13e/16                    |                           |
| 17                  | 1964-65 | K. SK Geeraardsbergen     | Promotion série B         | 8e/16                     |                           |
| 18                  | 1965-66 | K. SK Geraardsbergen      | Promotion série D         | 16e/16                    | Relégué!                  |
| séries provinciales |         |                           |                           |                           |                           |
| 19                  | 1979-80 | K. SK Geraardsbergen      | Promotion série A         | 11e/16                    |                           |
| 20                  | 1980-81 | K. SK Geraardsbergen      | Promotion série B         | 15e/16                    | Relégué!                  |
| séries provinciales |         |                           |                           |                           |                           |

## Autres clubs de Grammont
Il existe deux autres clubs actifs sur le territoire de la commune de Grammont : le Sparta Geraardsbergen, porteur du matricule 3949 et affilié à l'Union Belge le 3 août 1938 et le Jong Geraardsbergen, fondé en 1971, porteur du matricule 8349.

Logo du Sparta Geraardsbergen
Logo du Jong Geraardsbergen